# انهيار أرضي

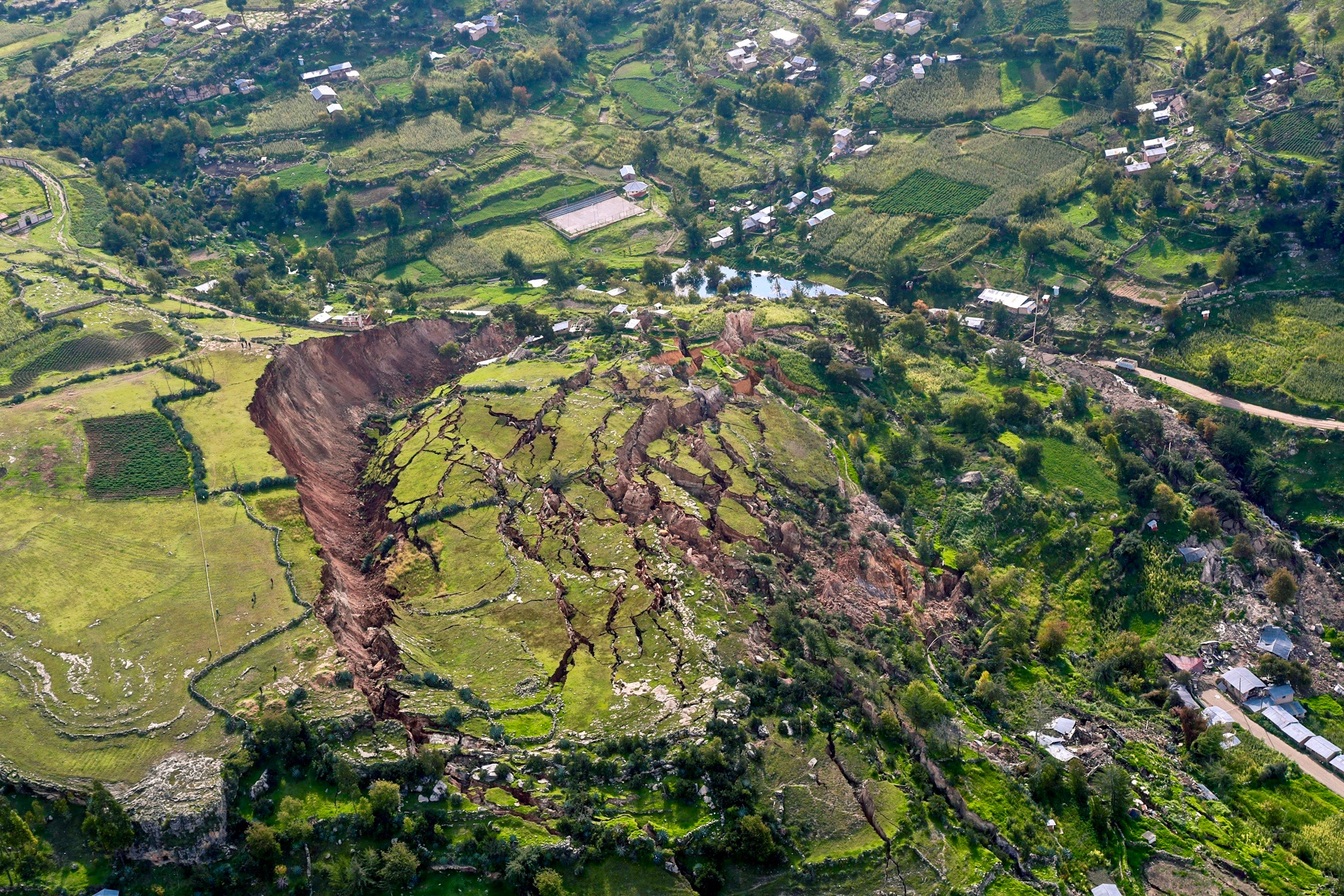
انهيار أرضي بالقرب من كوسكو في بيرو عام 2018.

الانهيار الأرضي (أو الانزلاق الأرضي أو الانهيال أحيانًا) مصطلح يشير إلى عدد من صور الانهيال، شاملًا مجموعة واسعة من الحركات الأرضية، كالسقوط الصخري والانهيار المُنحَدريّ العميق والسريان الطيني والسيل الحطامي الوحلي. تحدث الانهيارات الأرضية في بيئات متنوعة، تمتاز بتدرُّجات منحدرية حادة أو معتدلة، تتراوح بين السلاسل الجبلية والمنحدرات الساحلية، وتحدث حتى تحت الماء (تُدعى حينئذ انهيارات أرضية بحرية). الجاذبية هي السبب الأكبر للانهيارات أرضية، لكن توجد عوامل أخرى تؤثر في استقرار المنحدرات، فتخلق ظروفًا معيَّنة تجعل المنحدر أعرض عرضة للانهيار. يحدث في حالات عديدة بسبب حدث معيَّن (كالأمطار الغزيرة أو الزلازل، أو الشق المنحدري لإنشاء الطرق، وغير هذا كثير)، لكن السبب لا يكون ظاهرًا في الحالات كلها.

## الأسباب
يحدث الانهيار الأرضي حين يتعرض المنحدر (أو بعضه) لعمليات تُغيِّر ظروفه وتحرمه استقراره. وهذا راجع أساسًا إلى انخفاض في قوة قص مادة المنحدر، أو ازدياد ضغط القص الواقع على المادة، أو كليهما معًا. لِتغيُّر استقرار المنحدر عدة عوامل، قد تجتمع أو تنفرد. من الأسباب الطبيعية:
- التشبُّع، بتسرُّب مياه الأمطار، أو ذوبان الثلج أو المثالج،
- ارتفاع المياه الجوفية، أو ازدياد ضغط المياه المسامية (بسبب مثلًا امتلاء طبقات المياه الجوفية من جديد في مواسم المطر، أو تسرب مياه المطر)،
- ازدياد الضغط الهيدروستاتيكي في الشقوق،[2][3]
- خسارة –أو انعدام– البنية النباتية الرأسية ومغذيات التربة أو بِنيتها عمومًا (كما يكون بعد حرائق الغابات: حرائق تكون في الغابات مدة 3–4 أيام)،
- تآكل سفح المنحدر، بمياه الأنهار أو موجات المحيطات،
- التجوية الميكانيكية أو الكيميائية (بتتابُع التجمُّد والذوبان مثلًا، أو الاحترار والبرود، أو بتسرب الملح في المياه الجوفي، أو ذوبان المعادن)،[4][5]
- الاهتزازات الزلزالية التي يسعها زعزعة المنحدر مباشرةً (بحفز إسالة التربة مثلًا) أو إضعاف مادته، وتُحدث شقوقًا تؤدي في الآخِر إلى انهيار أرضي،[6][7]
- الاندلاعات البركانية.

ومن الأسباب البشرية:
- إزالة الغابات والزراعة والبناء،
- اهتزازات بسبب الآلات أو حركة المرور،
- التفجير والتعدين،[8]
- أعمال الحفر (بتغيير شكل المنحدر مثلًا أو إضافة أحمال جديدة)،
- إزالة الغطاء النباتي العميق الجذور في التُّرب الرفيعة، الغطاء الذي يربط التربة المتجمعة بالقاعدة الصخرية،
- الأنشطة الزراعية أو الغابيّة (قطع الأشجار مثلًا) والتمْدِين، فكل من هذا يغير كمية المياه المتسرِّبة في التربة.

## الأنواع

### السيل الحطامي الوحلي
المادة المُنحدَرية التي تتشبع مائيًّا قد تصير إلى سيل حطامي وحلي أو سريان طيني (تدفق طيني). ردغة الصخور والطين الناتجة قد تأخذ في طريقها الشجر والبيوت والسيارات، فتسدّ الجسور والروافد، مسبِّبة الفيضانات في طريقها.
أحيانًا ما يُظن أن السيل الحطامي الوحلي سيل عادي، لكنهما مختلفان تمامًا.

### الانسياب الأرضي
الانسياب الأرضي حركة انحدارية لمواد أغلبها حبيبات دقيقة. وسرعاته متفاوتة، يقلّ فَيَصل إلى 1 ملم/سنة (0.039 إنش/سنة)، ويزيد فيبلغ 20 كم/ساعة (12.4 ميل/ساعة). يشبه السريان الطيني جدًّا، لكنه أبطأ عمومًا، وتغطيه مواد صلبة يحملها التدفق من الداخل. ويختلف عن التدفقات المائية التي تكون أسرع. كل من الطين والرمل الناعم والغرين والمواد الفتاتية الناعمة الحبيبات عمومًا عرضة للانسياب الأرضي. السرعة المتجهة للانسيابات الأرضية تعتمد على كمية محتواها المائي: كلما زاد المحتوى زادت السرعة المتجهة.
تكون هذه الانسيابات أكثر حين ازدياد هطول الأمطار، إذ تتشبع الأرض بالماء، ويزداد الماء في المحتوى المُنحَدريّ. تنشأ الشقوق أثناء تحرُّك مادة شبيهة بالصلصال، هي التي تسرِّب الماء في الانسيابات الأرضية. يزيد الماء حينئذ ضغط الماء المسامي، ويقلل قوة قص المادة.

### الانزلاق الحطامي
الانزلاق الحطامي انزلاق يمتاز بالحركة الفوضوية للصخور والتربة والحطام الممتزجة بالماء أو الثلج أو كليهما. عادة ما يحفزه تشبع المنحدرات الكثيفة الغطاء النباتي بالماء، فيَنتج خليط غير متجانس من الخشب المكسور والنباتات والحطام. تختلف الانهيارات الحطامية عن الانزلاقات الحطامية، لأن حركتها أسرع جدًّا.